# Jetro Willems
Jetro Willems (Willemstad, 30 de março de 1994) é um futebolista neerlandês nascido no Curaçao que atua como lateral-esquerdo. Atualmente está no Castellón.
No dia 26 de maio de 2012, foi convocado pelo técnico Bert van Marwijk para compor o elenco da Holanda na Eurocopa de 2012.

## Títulos
PSV Eindhoven
- Campeonato Holandês: 2014–15, 2015–16
- Copa da Holanda: 2011–12
- Supercopa da Holanda: 2012, 2015, 2016

Eintracht Frankfurt
- Copa da Alemanha: 2017–18

Seleção Holandesa
- Campeonato Europeu Sub-17: 2011

### Prêmios individuais
- Equipe do torneio do Campeonato Europeu Sub-17 de 2011